# Wonosari (Bengkalis)
Wonosari is een bestuurslaag in het regentschap Bengkalis van de provincie Riau, Indonesië. Wonosari telt 6060 inwoners (volkstelling 2010).